# Reglamento de Defensa de Canadá
Las Regulaciones de Defensa de Canadá fueron una serie de medidas de emergencia tomadas bajo el Acta de Medidas de Guerra una semana antes de la entrada de Canadá en la Segunda Guerra Mundial en otoño de 1939.
Las extremas medidas de seguridad permitidas por el reglamento incluían la eliminación del habeas corpus y el derecho a juicio, internamientos, prohibiciones sobre determinados grupos políticos o religiosos, restricciones a la libertad de expresión, y la confiscación de la propiedad.
La sección 21 del reglamento permitía la ministro de justicia arrestar sin acusación alguna a quien actuara "de manera perjudicial a la seguridad pública o del Estado."
El Reglamento fue usado para internar oponentes ideológicos en la Segunda Guerra Mundial, particularmente fascistas y comunistas, aunque también a individuos en contra del reclutamiento como el nacionalista de Quebec y alcalde de Montreal Camillien Houde. Bajo este reglamento se internó a los canadienses de origen japonés y se confiscaron sus propiedades durante la duración de la guerra. Los canadienses de origen alemán tuvieron que registrarse siendo algunos de ellos, así como los canadienses de origen italiano, detenidos. El reglamento fue usado asimismo para prohibir el Partido Comunista de Canadá en 1940 y otras organizaciones asociadas a él, como la Liga Juvenil Comunista, la Liga por la Paz y la Democracia, la Asociación de Canadienses Ucranianos Unidos, la Asociación Finlandesa de Canadá, los Federación de Canadienses Rusos, la Asociación del Pueblo Polaco, la Asociación Cultural Croata, los Clubs de Obreros Húngaros y la Federación de Juventud Ucraniana Canadiense. Se prohibieron también varios grupos fascistas como el Partido de Unidad Nacional Socialista Canadiense y la Unión Canadiense de Fascistas.
Varios miembros prominentes del Partido Comunista fueron arrestados hasta 1942, tras la entrada en la guerra de la Unión Soviética en el bando de los Aliados. Líderes fascistas como Adrien Arcand y John Ross Taylor fueron detenidos durante toda la guerra. 